# 서면 (서천군)
서면(西面)은 대한민국 충청남도 서천군의 면이다.

## 개요
서면은 충청남도 서천군의 서북단에 위치하며, 비인현(庇仁懸)의 서쪽이 되므로 ‘서면’이라고 불렸다. 반농반어의 지역으로 드넓은 서해 바다와 천연기념물 169호인 서천 마량리 동백나무 숲이 있다. 동백꽃·주꾸미축제, 홍원항 전어축제 와 마량포 해짐이·해돋이 축제 등이 연중 열리고 있으며, 월하성 갯벌체험마을, 서천 해양박물관, 울창한 송림으로 우거진 춘장대 해수욕장이 있어 사계절 관광지로서 그 면모를 뽐내고 있다.

## 행정 구역
- 개야리(介也里)
- 부사리(扶士里)
- 원두리(元頭里)
- 월호리(月湖里)
- 주항리(酒缸里)
- 월리(月里)
- 신합리(新蛤里): 행정복지센터 소재지
- 마량리(馬梁里)
- 도둔리(都屯里)